# Krieglach
Krieglach is een gemeente (marktgemeinde) in de Oostenrijkse deelstaat Stiermarken, en maakt deel uit van het district Bruck-Mürzzuschlag. Krieglach telt 5371 inwoners (2022) en ligt op de linkeroever van de Mürz, halverwege Mürzzuschlag en Kindberg. Het heeft een station aan de Südbahn en een museum dat is gewijd aan de schrijver Peter Rosegger, die hiervandaan kwam.

## Geboren
- Peter Rosegger (1843-1918), schrijver en dichter

Stadsgemeenten:
Bruck an der Mur · Kapfenberg · Kindberg · Mariazell · Mürzzuschlag

Marktgemeenten:
Aflenz · Breitenau am Hochlantsch · Krieglach · Langenwang · Neuberg an der Mürz · Sankt Barbara im Mürztal · Sankt Lorenzen im Mürztal · Sankt Marein im Mürztal · Thörl · Turnau

Overige gemeenten:
Pernegg an der Mur · Spital am Semmering · Stanz im Mürztal  · Tragöß-Sankt Katharein
- Gemeinsame Normdatei: 4314402-0
- Library of Congress Control Number: nr96007293
- MusicBrainz: 71ed1067-7094-4a21-8f03-fa7d92534fb9
- Nationale Bibliotheek van Israël: 987007540424005171
- Virtual International Authority File: 135317172
- WorldCat: E39PBJhRFGwmvTFmbRj9jFQTHC